# U2のボノの作品
アイルランド出身のロック・バンド、U2のボノ名義の作品を列記する。
参考：「U2の作品」「U2の他の作品」「U2のジ・エッジの作品」「U2のアダム・クレイトンの作品」「U2のラリー・マレン・ジュニアの作品」

## プロディガル
Fear of Falling『Like a Lion 』(1983)収録。
- Prodigal

Fear of Fallingは、元はCrown AgentというUKのクリスチャンロックバンドで、ツアーをしながらデビューのチャンスを窺っていたところ、EPをリリースする段になってFear of Fallingに改名。このバンド名でロンドンのパブでライブ活動をしていた。そしてEP『Like a Lion』をレコーディングしている際、ボノがスタジオを訪問しプロデュースを申し出たのだという。ボノは「Prodigal」という曲をプロデュースし、ジャケットにはBonoVoxの名前でクレジットされている。このシングルはフランスのExcellent recordから12インチシングルとしてリリースされたが、Fear of Fallingが商業リリースした作品はこれだけである。

## ハビング・ア・ワンダフル・タイム・ウイッシュ・ユー・ウアー・ハー
T・ボーン・バーネット『Behind the Trap Door』 (1984)収録。
- Having a Wonderful Time Wish You Were Her (Studio Version)

バーネットのマネージャーだったエレン・ダーストという女性が、Principle ManagementでU2のニューヨークでのマネジメントも担当していた関係で、彼女が2人を引き合わせた。
ボノがこの曲で共作者としてクレジットされている。この曲に着いてボノは「僕はこの曲が大好きなんだけど、僕が書いたのはほんの少しだ。バーネットがこの曲の半分を書いた。本当にいい曲だ。僕は彼の最後のアルバムで「Purple Heart」という曲を一緒に書いた。僕たちは他の作品も一緒に作ろうとしていた。彼の次のLPになるはずだった作品で、これまで尋ねられたすべての質問に答えるという内容だった。仮タイトルは「I Can Explain Everything」だ。バーネットの志は彼の身長と同じくとても高かった」と述べている。
このEPはUKとヨーロッパだけでリリースされてすぐに廃盤になったが、2007年に5000枚限定でリリースされた『Proof Through the Night & The Complete Trap Doo』rというアルバムに収録されている。
ボノとバーネットはずっと交流があって、コーエン兄弟とDMZレコーズというレーベルを作ったこともある。

## ドゥ・ゼイ・ノウ・イッツ・クリスマス?
Band Aid『Do They Know it's Christmas?』(1984)収録。
- Do They Know it's Christmas? (Single Version) - Band Aid
- Feed the World (Studio Version) - Band Aid
- Do They Know It's Christmas?

ボブ・ゲルドフが主導したエチオピアの飢饉救済チャリティソング。ボノがリードヴォーカルの一節を担当し、アダムがバックコーラスで参加している。シングルはイギリスだけで350万枚を売り上げる大ヒットとなった。

## サン・シティ
Artists Against Apartheid『Sun City』(1985)収録。
- Sun City (Album Version) - Artists Against Apartheid (featuringボノ)
- Sun City (Version II) - Artists Against Apartheid (featuring ボノ)
- Sun City (The Last Remix) - Artists Against Apartheid (featuring ボノ)
- Silver and Gold (Solo Version) -ボノ, キース・リチャーズ, & ロン・ウッド
- Sun City(7" Edit) - Artists Against Apartheid (featuring ボノ)

→「Sun City」

## イン・ア・ライフタイム
Clannad『Macalla』(1985)収録。
- In a Lifetime

Clannadはエンヤのお姉さんモイア・ブレナンが在籍するアイルランドを代表するバンドで、ボノは「In a Lifetime」という曲でブレナンとデュエットしている。
「In a Lifetime」は1986年にシングルカットされ、IRE５位、UK７位と大ヒット。1989年、1990年にも再度シングルカットされている。Clannadの最大のヒット曲であるとともに、ボノのソロワークとしても最大のヒット曲である。
またPVも作られ、監督はメイアート・エイビス。撮影場所はClannadの故郷であるドニゴール州のグウィドーである。
デイブ・マッキーンというイギリスのイラストレーターはこの曲のPVを観て、彼のヒット作漫画『Sandman』のデザインと『Preludes and Nocturne』というグラフィックノベルのキャラクターを思いついたということである。

## ブリッジ
Cactus World News『The Bridge』(1985)
- The Bridge (Single Version) - Cactus World News
- The Other Extreme" (Single Version) - Cactus World News
- Frontiers(Single Version) - Cactus World News

U2のレーベル、マザー・レコードからリリースされた2枚目のシングル。1985年、Cactus World Newsのライブを見たボノは、そのパフォーマンスを気に入り、マザー・レコード からシングルを1枚リリースしたいとバンドに申し出、さらに、それまでやったことはなかったが興味があったプロデュースをやらせてもらえないかとバンドに頼んだ。バンドはこれに同意し、マザー・レコードからの最初のシングルとして3曲をレコーディングした。レコーディングは、1985年1月から7月にかけてダブリンのウィンドミル・レーンで行われ、同年11月にリリースされた。
その後、Cactus World Newsは1986年のアルバム『Urban Beaches』に収録するために「The Bridge」を再レコーディングしたが、この時はThe Rolling Stonesとの仕事で有名なクリス・キムジーがプロデューサーを務めた。
シングル「The Bridge」は、2001年のアルバム『Urban Beaches』のリマスター盤『Urban Beaches 2001』にボーナストラックとして収録された。ボノがプロデュースしたこれらの曲がCDでリリースされたのはこれが初めて。

## クィーン・オブ・ノー・ハート／スプリング・イズ・カミング・ウィズ・ア・ストロベリー・イン・ザ・マウス
Operating Theatre『Queen of No Heart / Spring is Coming With a Strawberry in the Mouth』(1986)収録。
7インチ・シングル
- Spring is Coming With a Strawberry in the Mouth
- Queen of No Hear

12インチ・シングル
- Spring is Coming With a Strawberry in the Mouth
- Part of My Make-Up
- Atlantean
- Satanasa (Studio Version)

U2のレーベル、マザー・レコードの4枚目のシングル。全5曲でボノがエクゼクティブ・プロデューサーを務めており、7インチ・シングル収録2曲ではプロデューサーを務め、「Queen of No Heart 」ではギターを弾いている。
Operating Theatreは、ロジャー・ドイルとオルウェン・フーエレによるミュージカル・シアター・カンパニーで、バンドでもあった。

## パープル・ハート
T・ボーン・バーネット『The Talking Animals』 (1987)収録。
- Purple Heart

「Having a Wonderful Time Wish You Were He」に続いて、ボノはこの曲をバーネットと共作し、バックコーラスも務めている。またこの後バーネットはロイ・オービソンをボノに紹介した。

## シーズ・ミステリー・トゥ・ミー
ロイ・オービソン『Mystery Girl』(1989)収録。
- She's a Mystery to Me (Studio Version)

1988年に亡くなったロイ・オービソンの遺作。ボノとエッジがこの曲を書き、ボノはギターも弾き、プロデュースも担当している。シングルカットされてUKシングルチャートで27位を記録。またこの曲のコーラスがそのままアルバムのタイトルになった。
ボノはオービソンと会った1987年5月からこの曲を書き始め、1988年末にSun Studiosで、U2はこの曲と一緒に「Angel of Harlem」「Love Rescue Me」「When Love Comes to Town」「Jesus Christ」をレコーディングしている。
PVも作られ、監督はデヴィッド・フィンチャー。PVの終わりに飛行機に乗った女性が金持ちの恋人に別れを告げるヴァージョンと女性が娘に別れを告げて空港へ行くヴァージョンの2種類がある。
ライブでも何回か演奏されている。
「All Because of You」のシングルのB面にエンパイア＝フルトン・フェリー州立公園のブルックリン橋で行ったライブヴァージョンが収録されている。2024年の時点でスタジオヴァージョンはない。

## ロイヤル・ステーション4/16
メリッサ・エスレッジ『Brave and Crazy』(1989)収録。
- Royal Station 4/16 (Studio Version)

メリッサ・エスリッジはパブで歌っているところをアイランド・レコードのクリス・ブラックウェル社長に見い出され、アイランドと契約。ボノもその契約の場にいたという話もあるが、それはともかく、2人の間に交流はあった。そしてセカンドアルバムのレコーディングに入った時、メリッサはこの曲でボノにハーモニカを吹いてくれように頼み、ボノは曲を何回か聴いた後、ハーモニカを吹き込んだ。他人の作品でボノのハーモニカが聴ける唯一のアルバムである。ちなみにこの曲の由来は、メリッサがヨーロッパツアーをしている時に4月16日に泊まったホテルの名前。その後、メリッサはグラミー賞を受賞し、現在も活躍中である。

## ニューヨーク、ニューヨーク
Ecco Homo「New York New York 」(1990)収録。
- New York New York (Studio Version)
- New York New York (12-Inch Mix One)
- New York New York (12-Inch Mix Two)

Ecco Homoはオーストラリアのスタイリスト・トロイ・デイビスの1人ユニットで、マイケル・ハッチェンスとオリー・オルセンのThe Max Q teamというユニットと一緒に働いたことがあった。その関係でU2がLovetownツアーでメルボルンを訪れていた際、レコーディングに参加して、この曲でボノがバックコーラスを入れ、エッジがギターを弾いた。なおこのセッションにはハッチェンスもオルセンも立ち会っている。
PVも作られ、監督はINXSのPVのほとんどを手掛け、U2の「Desire」「Angel of Harlem」の監督もしているリチャード・ローウェンスタイン。ボノもカメオ出演している（2：47～）。
Ecco Homoの活動はこの曲のシングルと1988年にリリースした「Motorcycle Baby」シングルだけで終わっている。

## ジャー・ラヴ
The Neville Brothers『Brother's Keeper』 (1990)収録。
- Jah Love (Studio Version)

この頃のボノは誰かの曲にインスパイアされたら、そのミュージシャンのために曲を書くということをしていた。1989年のプロパガンダのインタビューでは、「The Neville Brothersのために『One Love』という曲を、ニーナ・サイモンのために『Love is Blindness but I Don’t Want to See』という曲を書いている」と述べている。
1990年にLovetownツアーが終了すると、ボノは家族と一緒にアメリカに旅行し、The Neville Brothersが住んでいるニューオーリンズを訪れて一緒に曲を書いた。最終的に「One Love」は「Jah Love」という曲になり、他に「Kingdom Come」という曲を書いたが、これはThe Neville Brothersの2004年のアルバム「Walkin’ in the Shadow of Life」に収録され、もう1曲「Ballad of New Orlean」sという曲も書いたが、これはいまだに未発表である。ボノはシリル・ネヴィルとともに共作者としてクレジットされている。

## ホワッツ・ハップンドゥ・トゥ・ユー
The Call『Red Moon』(1990)収録。
- What's Happened to You (Studio Version)

アメリカのサンタクルス出身のバンドで、1990年当時は人気絶頂期にあり、ボノがバックコーラスで参加している。
ボーカルのマイケル・ビーンはBlack Rebel Motorcycle Clubのヴォーカル・ロバート・レヴォン・ビーンの父親で、バンドのサウンドエンジニアもしていたが、2010年8月19日にBlack Rebel Motorcycle Clubが出演したベルギーの音楽祭の楽屋で心臓発作を起こして亡くなった。

## アイ・キャン・エクスプレイン・エヴリシング
T・ボーン・バーネット『The Criminal Under My Own Hat』(1992)収録。
- I Can Explain Everything (Version I)
- I Can Explain Everything (Version II)

この曲にボノはクレジットされていないが、1988年のインタビューで、ボノはバーネットと「I Can Explain Everything」という曲を書いたと述べている。また曲の内容は政治家や説教師をラジオから追い出せというもので、Zoo TVツアーでボノが演じたミラーボールマンのキャラと合致する。ということで十中八九ボノが書いたものと思われる。

## 好きにならずにいられない
『Honeymoon in Vegas』 (1992)収録。
- Can't Help Falling in Love (Soundtrack Version)

ニコラス・ケイジとジェシカ・パーカーが出演した1992年の映画『ハネムーン・イン・ベガス』のサントラ。各ミュージシャンがエルビス・プレスリーの曲をカバーしており、ボノはこの曲を提供。
「Can't Help Falling in Love」はU2名義でも「Triple Peaks Remix」と「Mystery Train Dub」の2種類あり、前者は「Who’s Gonna Ride Your Wild Horses」に収録されていたが、現在は両方とも『Achtung Baby』のスーパーデラックスエディションに収録されている。が、このサントラヴァージョンは2024年現在、このアルバムでしか聴けない。
U2はこの曲をライブでも演奏していて、特にZoo TVツアーでは、156回中86回をこの曲で締めくくっていた。

## ミゼレーレ
ズッケロ『Miserere』(1992)収録。
- Miserere (Studio Version) - パヴァロッティ＆ズッケロ

ズッケロはイタリアの人気シンガーソングライターで、国内のみならずアメリカやヨーロッパで人気が高く、ジョー·コッカー 、 レイ·チャールズ、スティング 、 ルチアーノ·パヴァロッティ 、エルトン·ジョン 、 ブライアン·メイ、エリック·クラプトンなどとも交流がある。
この曲はイタリア語の歌詞をズッケロが書き、英語の歌詞をボノが書いた。ズッケロはこの曲をアルバムの最後に持ってきて、ルチアーノ・パヴァロッティにオペラ風に歌ってもらうつもりだった。そこでまずスッケロは当時ピアノバーで演奏していた盲目のテノール歌手・アンドレア・ボチェッリに歌ってもらい、デモテープを作った。が、このデモを聴いたパヴァロッティはボチェッリの歌声に感銘を受け、自分の代わりに彼に歌ってもらえとズッケロに言ったということだが、結局、曲のイタリア語歌詞の部分を歌うことを承諾した（英語歌詞はズッケロが歌った）。
この曲は大ヒットして全英シングルチャートで15位を記録した。そのシングルのジャケットにはボノが共作者であることを示すステッカーが貼られていた。1992年にイタリアのモディーナで行われたパヴァロッティ＆フレンズのコンサートで、ズッケロとパヴァロッティは「Miserre」を歌い、同年にリリースされた『Pavarotti & Friends』に収録されている。
ボノはズッケロの「Blue」 (1998)と「Chocabeck」 (2010)にも歌詞を提供している。また1999年のNetAidではズッケロと共演して「New Day」と「One」を一緒に歌っている。2003年のパヴァロッティ＆フレンズのライブでは、ボノ、パヴァロッティ、ズッケロの3 人の共演が実現している。
パヴァロッティは『Original Soundtracks 1』で「Miss Sarajevo」に参加している。

## カンヴァセイション・オン・ア・バーストゥール
『Short Cuts』 (1993)収録。
- Conversation on a Barstoo (Studio Version) - Annie Ross and the Low Note Quintet

ロバート・アルトマンの1993年の映画『ショート・カッツ』のサントラ。レイモンド・カーヴァーの9つの短編小説にインスパイアされて作られた作品である。
この曲はボノとエッジがマリアンヌ・フェイスフルの1990年のアルバム『Blazing Away』に収録する予定で書いた曲なのだが、結局、アルバムからは外れた。それでも彼女は90年代を通してライブで歌っていたのだが、レコーディングはしていなかった。そこで劇中で女性が歌う曲の依頼があった際、この曲を提供したのである。トム・ウェイツの登場シーンで印象的に使われている。
ちなみにこの映画はプロデューサーがハル・ウィルナー、スコア担当がギャヴィン・フライデーとモーリス・シーザーというU2人脈だった。ギャヴィンとモーリスは自ら「A Thousand Years」という曲を提供している。
なおマリアンヌ・フェイスフルは1998年『A Perfect Stranger』というアルバムについにこの曲をレコーディングしているが、その前の1995年にバンドの友人でもある ヘイゼル・オコナーが『Private War」というアルバムでこの曲をレコーディングしている。ボノとエッジはアルトマンの『プレタポルテ』と『クッキー・フォーチューン』にも曲を提供している。

## あなたはしっかり私のもの
フランク・シナトラ『Duets』(1993)収録。
- I've Got You Under My Skin (Studio Version)

フランク・シナトラが様々なミュージシャンと共演したアルバム。が、実際にシナトラと共演者がスタジオでレコーディングしたのではなく、シナトラがレコーディングしたものの上に共演者の歌を被せてもらった。
ボノはコール・ポーターが書いた「I've Got You Under My Skin」を提供。ボノとシナトラとはThe Joshua Treeツアーでアメリカを回っていた際に交流を持ち、共演の依頼があった際、ボノは「These Boots Are Made for Walkin」という曲を歌いたかったのだが、これはシナトラに拒否されたのだという。
この曲はU2の「Stay (Faraway So Close!)」のシングルのB面に収録され、評判が良かったのでPVも撮られた。監督はケヴィン・ゴドレイ。当時、既にシナトラの認知症は進んでいて、撮影現場は大変混乱したらしい。

## イン・ザ・ネイム・オブ・ファーザー
『In the Name of the Father』 (1994)収録。 
- In the Name of the Father (Soundtrack Version) -ボノ & ギャヴィン・フライデー
- Billy Boola (Soundtrack Version) - ボノ & ギャヴィン・フライデー

- You Made Me the Thief of Your Heart (Soundtrack Version) - シネイド・オコナー

ジム・シェリダンのIRAをテーマにした1994年の映画『父に祈りを』のサントラ。ボノはこのサントラのためにギャヴィン・フライデーとモーリス・シーザーrと一緒に3曲共作して、いずれもSTSスタジオでレコーディングした。
また「The Father and His Wife the Spirit」というインスト曲も作って、シネイドがボーカルを吹き込んだが、これはお蔵入りとなり、「You Made Me the Thief of Your Heart」 のシングルのB面に収録された。『Songs of Innocence』収録の「Iris (Hold me Close）」に酷似しているのだという。
「In the Name of the Father」は映画のオープニングの爆弾が爆発するシーンで使われている。PVの監督はケヴィン・ゴドレイ。シングルカットされて、アイルランドチャートで15位、UKチャートで46位とヒットした。
シネイド・オコナーがレコーディングしている最中、スタジオは蝋燭に火が灯され、シネイドは持参してきた人形に向かって歌い、何回も歌い直して、深夜の2時半にようやく終わった。
この曲は劇中ではインストでしか使われなかったが、シングルカットされ、1994年のゴールデングローブ賞Best Original Songに、U2の「Stay (Faraway So Close!)」とともにノミネートされたが、いずれも受賞を逃した。ちなみに受賞したのはブルース・スプリングスティーンの「Streets of Philadelphia」である。

## ドリンキン・イン・ザ・デイ
ルーニー・ドリュー『Dirty Rotten Shame』(1995)収録。
- Drinkin' in the Day (Studio Version)

1995年にThe Dublinersを脱退したルーニー・ドリューのソロアルバムのために、ボノとサイモン・カーモディが書いた曲。カーモディはリプトン・ヴィレッジのメンバーで、 The Golden Hordeのヴォーカルで、マザーレコードからアルバムをリリースしたこともある。曲の内容は、ある老人が若い女性に酒を飲んでいる間は一緒にいてくれと頼むというもの。バックコーラスにAslanのメンバーとルーク・スロットがクレジットされている。
ボノとサイモン・カーモディは2008年に「The Ballad of Ronnie Drew」という曲を書いている。

## ロング・ブラック・ヴェイル
The Chieftains『The Long Black Veil』(1995)収録。
- The Long Black Veil (Studio Version)

スティング、Anua、ミック・ジャガー、シネイド・オコナー、ライ・クーダー、ヴァン・モリソン、マーク・ノップラー、マリアンヌ・フェイスフル、トム・ジョーンズ、The Rolling Stonesなどの豪華ゲストが参加したThe Chieftainsの代表作。
この曲はThe Chieftainsとミック・ジャガーとの共演である。たまたまアルバムのレコーディングが行われていたウインドミル・スタジオに顔を出したボノが、ミック・ジャガーのボーカルに被せるようにボーカルパートをレコーディングしたのだが、２人の声を被せた結果、あまりよくないということで破棄された。ボノの名前はアルバムにもクレジットされていない。
ちなみに「Stuck In A Moment You Can't Get Out Of」では逆にミック父娘のバックコーラスが最終段階でカットされた。
ラリー・ミューレンとアダム・クレイトンもナンシー・グリフィスの「On Grafton Street」という曲でThe Chieftainsと共演したことがある。ミック・ジャガーは2001年のソロアルバム『Goddess in the Doorway』の「Joy」という曲でボノと共演している。また2009年『25th Anniversary of the Rock n’ Roll Hall of Fame』がリリースされた際、マディソン・スクエア・ガーデンで行われた記念ライブでU2とミック・ジャガーは「Stuck In A Moment You Can't Get Out Of」を一緒に歌った。

## カンヴァセイション・オン・ア・バーストゥール
ヘイゼル・オコナー『Private Wars 』(1995)収録。
- Conversation on a Barstool (Studio Version)

曲については→「カンヴァセイション・オン・ア・バーストゥール」
ヘイゼル・オコナーはイギリスのシンガーソングライター兼女優。80年代はとても活動的で、アルバムをたくさんリリースしてヨーロッパで人気があった。1981年8月16日のスレーン・キャッスル・フェスティバルではU2とともにThin Lizzyの前座を務めた。
この曲はヘイゼルの1995年のアルバム『Private Wars』に収録されたが、なぜかタイトルが「Conversation from a Barstoo」になっている。
ちなみに『Private Wars』はダブリンのSTSスタジオでレコーディングされ、U2のB面の多くをプロデュースしているポール・バレットがプロデューサーを務め、ニール&イヴァン・マコーミックの妹ルイーズ・マコーミックがエンジニアとミックスを手掛けている。
このアルバムはドイツだけでリリースされた。

## アレックス・ディセンズ・イントゥ・ヘル・フォー・ア・ボトル・オブ・ミルク／コロヴァ1
『Johnny Mnemonic』 (1995)収録。
- Alex Descends into Hell for a Bottle of Milk / Korova 1" (Studio Version)

ウィリアム・ギブスンの短編小説を元にイラストレーターのロバート・ロンゴが監督し、キアヌ・リーブスと北野武が出演した『JM』のサントラ。
元はロン・ダニエルズが監督を務めたロイヤル・シェイクスピア劇団の『時計仕掛けのオレンジ』の舞台ためにボノとエッジが書いた曲で、「The Fly」のシングルのB面に収録されている。
1989年9月、Lovetownツアーの合間を縫ってボノとエッジはダブリンのスタジオに5日間こもってこの曲のデモを作り、ポール・バレットに預けた。そしてツアーが終わった後、もう1度この曲に取りかかって完成させた。

## ノース・アンド・サウス・オブ・ザ・リバー
クリスティ・ムーア「North and South of the River」(1995)収録。
- North and South of the River (1995 Studio Recording) - クリスティ・ムーア、 ボノ＆エッジ
- North and South of the River (Solo Version)

ボノとエッジがアイルランドフォーク界の巨匠クリスティ・ムーアと共作し、バックコーラスにも参加した。プロデューサーにスティーブ・リリーホワイトが名を連ねている。

このレコーディングについてボノは次のように述べている。
もしもあの時U2が歌っていたら、またトラブルの元になっていただろうね。ひどく傷ついたから二度と同じ過ちを犯したくなかったんだ。今は少し賢くなったけどね
ムーアの1996年のアルバム『Graffiti Tongue』には2人のバックコーラスがないアコギヴァージョンが収録され、これもシングルカットされた。
U2も『Pop』制作時にこの曲をレコーディングし（ボノはアル・グリーンのように歌うことを心掛けたのだという）、「Discotheque」のシングルのB面に収録しようとしたが、少し暗すぎるということで見送られ、結局、「Staring At The Sun」のシングルのB面に収録された。
1998年11月20日、RTEテレビのザ・レイト・レイト・ショーに出演し、同年8月15日に起きたオマー爆破事件の犠牲者を追悼して、この曲と「All I Want Is You」を演奏した。

## ハレルヤ
『Tower of Song: The Songs of Leonard Cohen』 (1995)収録。
- Hallelujah (Studio Version)

色々なミュージシャンがレナード・コーエンの曲をカバーしたコンピ。「Hallelujah」はレナード・コーエンの1967年のセルフタイトルのファーストアルバムに収録されている曲で、当初はさほど人気がなかったのだが、ジョン・ケイル、ジェフ・バックリー、k.d.ラングらがカバーして有名になり、彼の代表曲となった。

ボノはこの曲についてこう述べている。
僕は世間に謝る必要がある。僕が失望させたのは自分や両親だけじゃない。僕は学校も失望させた。この曲の歌詞はそのことをよく説明しているよ。聖なるハレルヤと壊れたハレルヤがあるとすれば、僕のは疑いもなく後者のほうだ。この歌は絶望を歌っている。不幸と言ってもいいかもしれない。僕には絶望的なくらいこの曲の歌詞が必要なんだ。この曲の歌詞だけが僕の罪を洗い流してくれる。絶望している時はこの曲を歌えばいいんだ。完璧な曲だと思う。
レナード・コーエンはボノのカバーを気に入っていったようだが、ボノが歌詞を改変したことを知ると激高した。
U2はこの曲を挿入歌としてライブでよく歌っている。

## リトル・ブラック・ドレス
ギャヴィン・フライデー『Shag Tobacco』(1995)収録。
- Little Black Dress (Studio Version) - ギャヴィン・フライデーwith ボノ & エッジ

ギャビン・フライデーのサードアルバム。ボノとエッジがこの曲でバックコーラスを務めている。ちなみに「Hold Me, Thrill Me, Kiss Me, Kill Me」のビデオの看板にある「Mr. Pussy」は、このアルバムに収録されている曲のタイトルである。

## セイヴ・ザ・チルドレン
『Inner City Blues』 (1995)収録。
- Save the Children (Studio Version)

マービン・ゲイのトリビュートアルバム。プロデュースはボノとネリー・フーパー。バックコーラスにU2のB面曲のプロデュースを手がけているポール・バレットとU2の元でエンジニアとして働いているニール・マコーミックの妹ルイーズ・マコーミックが参加している。他にミックス・エンジニアとしてMark "Spike" Stentが参加していて、まさに『Pop』前夜という布陣。

## レット・ミー・グッド・タイム・ロール
クインシー・ジョーンズ『Q's Jook Joint 』(1995)
- Jook Joint Intro" (Studio Version) - クインシー・ジョーンズ ＆ Various (featuring Bono)

- Let The Good Times Roll (Studio Version) - スティービー・ワンダー ,ボノ, レイ・チャールズ

クインシー・ジョーンズのトリビュートアルバム。ボノは2曲で参加している。ボノはThe Joshua Treeツアーの時にロサンゼルスのライブにクインシーを招待し、Lovetownツアーのときはクインシー家の隣に家を借りていた。現在でも2人は家族ぐるみの付き合いをしている。

## ゴールデンアイ
『Golden Eye』 (1995)収録。
- Golden Eye (Soundtrack Version) - ティナ・ターナー

1995年の映画『007／ゴールデン・アイ』のサントラ。主題歌を依頼されてボノとエッジが曲を書いたのだが、自分たちに相応しくない曲だと思い、ティナ・ターナーに歌ってもらうことにした（両者は近くにフランスの別荘を持っていた）。ツアーが終わったばかりで休暇に入っていたティナは最初断ったのだが、2人は「必ず素晴らしい曲になるす」と彼女を説得し、結局、彼女は承諾した。
プロデュースはネリー・フーパー。その他プロダクションは『Pop』の布陣で固め、PVの監督も「Staring At The Sun」を監督したジェイク・スコット（リドリー・スコットの息子）。シングルカットされてUK10位とヒット。

## ミス・サラエボ他
パヴァロッティ & フレンズ『Together for the Children of Bosnia』 (1996)収録。
- Miss Sarajevo (Live from Modena, September 12, 1995) - ボノ, エッジ, パヴァロッティ, ブライアン・イーノ
- One (Live from Modena, Sep. 12, 1995 - Edit II) - Passengers

- Nessun Dorma (Live from Modena, Sep. 12, 1995) - パヴァロッティ & フレンズ (ボノとエッジも参加)

1995年9月12日にイタリアのモディーナで行われたパヴァロッティ主催のボスニア紛争被害者救済チャリティーコンサートを収録したアルバム。ボノ、エッジ、イーノはクレイグ・アームストロングのオーケストラをバックに「Miss Sarajevo」と「One」を演奏した。「Miss Saraevo」のシングルのB面にこの「One」が収録されている。

## ラヴ・フロム・ア・ショート・ディスタンス
『Love from a Short Distance』  (1996)収録。
- Love From a Short Distance (Studio Version) - Soma, Senator David Norris & Fernando Pires

東チモール救済チャリティアルバム。

1995年11月12日、東チモールで起きたサンタクルス事件のことを知ったボノは、次のような詩を発表した。
東ティモールのよき人々へ。私、ボノ、そしてU2になりかわり、アイルランド、そして世界中の物書き、詩人、音楽や映画や彫刻の制作者になりかわって、一言申し上げたい。私たちは皆さんの苦しみを理解している。たとえ見ることができなくても、皆さんの声が聞こえる。たとえ声が聞こえなくても、皆さんのことを考えている……本当に / 深すぎる沈黙などない / 暗すぎる暗闇などない / ひどすぎる破壊などない / 虚しすぎる心などない / 大きすぎる墓などない / 悲しいことは忘れ去って、葬り去ってください / 近くから愛を送ります
1995年11月、アイルランドの上院議員・デヴィッド・ノリスはこの詩を人々に届けるために東チモールに進入を試みたが失敗。しかしオーストラリアのメルボルンに住む東チモール人の若者が、この詩に音楽をつけてリリースし、世界中の人々に東チモールのことを知ってもらおうと発案し、オーストラリアのテクノミュージシャンSomaがこの詩に曲をつけてコンピに収録、タイトルもボノの詩の一節からつけた。この曲にボノのボーカルは入っていないが、デヴィッド・ノリスの詩の朗読が入っている。

## トゥモロー（コモン・グラウンド・ヴァージョン）
『Common Ground 』(1996)収録。
- Tomorrow (Common Ground Version)

ドーナル・ラニーがプロデュースしたケルトミュージックのコンピ。ボノとアダムの他、シャロン・シャノン、ポール・ブレディ、シネイド・オコナー、エルビス・コステロ、ゲイリー・ムーア、リアム・オ・メンリィなどアイルランドとイギリスの有名ミュージシャンが参加している。
当時、Passangersのプロモーション活動でイタリアやボスニアに行ったり、『Pop』のレコーディングで多忙を極めていたので、ボノとアダムのみが参加し、「Tomorrow」をセルフカバーしている。

アルバムのエクゼティブ・プロデューサーを務めるEMIのジェラルド・セリグマンはこう語っている。
最初から彼らはこの仕事をやりたがっていたよ。そして『October』の曲の新解釈を送ってきたんだ。「Tomorrow」のアプローチの仕方やムードの変化を観ると、アイルランドのポピュラーアーチストの優れた直感的な仕事のやり方がよく分かる。あらゆる意味において、「Tomorrow」の2つのヴァージョンの間にはアーチスト自身が辿ってきた音楽の軌跡の痕跡が認められる。アイルランドをバックグラウンドにして初期の作品からイーノとやったPassengersのような視野の広い実験的な作品へのね。
バッキングリズムとサンプルを作ったのはドーナル・ラニーの息子のオシン・ラニー。ドーナル・ラニーはブズーキ、バウロン、キーボードを演奏している。シャロン・シャノンがアコーディオンを演奏している。レコーディングはハーノーヴァー・クウェイ・スタジオとウィンドミル・レーン・スタジオで行われた。

## ギヴ・ミー・バック・マイ・ジョブ
カール・パーキンス『Go Cat Go』 (1996)収録。
- Give Me Back My Job (Studio Version) - ボノ, トム・ペティ, ウィリー・ネルソン, ジョニーキャッシュ＆カール・パーキンス

カール・パーキンスは1954年にサン・スタジオでレコーディング活動を開始したロカビリー歌手で、このアルバムは1998年に亡くなった彼の最後のアルバムである。パーキンスはこのアルバムを制作するにあたって、色々なミュージシャンに自分の古い歌を歌ってくれと頼んだ。ボノはこの曲をウィリー・ネルソン、ジョニー・キャッシュ、トム・ペティとともに歌っている。なおこのアルバムにはThe Beatlesの元メンバーが全員顔を揃えている。

## ドリーミング・ウィズ・ティアーズ・イン・マイ・アイズ
『The Songs of Jimmie Rodgers』 (1997)収録。
- Dreaming With Tears in My Eyes (Studio Version)

ボブ・ディランが監修した彼が敬愛する初期カントリー界のスーパースター・ジミー・ロジャーズのトリビュート盤。この曲でボノはボーカルを担当し、ラリーがパーカッションを叩いている。この曲はジミー・ロジャーズが1933年5月に結核で亡くなる1週間前にレコーディングした曲である。

## パーフェクト・デイ
『Perfect Day』 (1998)収録。
- Perfect Day '97 (Studio Version)
- Perfect Day '97 (Male Version)

BBC主催の児童虐待被害者支援チャリティソング。ボノはルー・リード、デヴィッド・ボウイ、スザンヌ・ヴェガ、エルトン・ジョン、エミルー・ハリスとともにリードヴォーカルの一節を担当している。このシングルは155万枚のセールスを上げ、212万5000ポンド（約4億円）の収益金が集まった。

## マザーズ・オブ・ザ・ディサピアード他
『Ni Un Paso Atrás!』 (1998)収録。
- Mothers of the Disappeared (Spanish Reading)
- Mothers of the Disappeared (Acapella Version)
- Mother of God (English Reading)

アルゼンチンとチリの軍事政権に子供を誘拐された女性の組織・Madres de Plaza de Mayoの設立20周年記念アルバム。 「¡Ni Un Paso Atras!」とはNot One Step Backといういみである。
1998年2月4日、南米ツアー中だったボノはMadres de Plaza de Mayoと接触した。その日の4時半にU2は彼らの本部を訪れ、リーダーのHebe de Bonafiniと会談を持ったのだ。
「とても感動したよ。僕はあまり覚えていない自分の母親のことを考えていたんだけど、部屋に入った瞬間、みなさんに親近感を覚えただ」とボノが語ると、そのリーダーは母親であることは誇りだと言った。「そうだよ！僕たちアーチストは母親というものに少しばかり嫉妬しているんだ。だって本物の生命を作り出しているんだから。どんなクリエィティブな活動よりも凄いことだよ」「私たちは消えてしまった息子たちから生まれたのよ」とリーダーが答えると、ボノはなんてパワフルな考え方なんだろうと感動した。「彼らは怒っていたけど、相手に敵意は持っていなかった。これは困難に立ち向かう態度としてとても素晴らしいものだ。モンスターと戦うために自分がモンスターになってはいけないんだ」
会談が終わった後、U2はde Bonafiniと他2人の母親を連れて、ハイアットホテルに戻った。そしてボノはウィリアム・バトラー・イェイツの「Mother of God」という詩を英語で暗唱し、「Mothers of the Disappeared」の歌詞をスペイン語で暗唱し、さらに英語でアカペラで歌った。この3曲がアルバムに収録されている。ちなみにアルバムの他の収録曲は1997年10月11日、12日にMadres at Ferrocarril Stadiumで行われたコンサートでレコーディングされたものである。
U2は翌日アルゼンチン、ブエノスアイレスのRiver Plate Stadiumで行われたライブで彼女たちをステージに上げ、「Mothers of the Disappeared」を歌ってショーを締めくくった。

## リーン・オン・ミー
カーク・フランクリン『The Nu Nation Project』 (1998) 収録。
- Lean on Me (Studio Version)

ゴスペル界の革命児カーク・フランクリンのアルバム。この曲にボノはR.ケリー、メアリー・J・ブライジ、クリスタル・ルイスとともにバックコーラスで参加。但しレコーディングは別々に行われた。このアルバムはビルボード・コンテンポラリー・クリスチャン・アルバムチャートで23週連続、ビルボード・ゴスペル・アルバムチャートで49週連続トップを維持し、1999年のグラミー賞を受賞した。その授賞式の場でボノはカークらと一緒にこの曲のパフォーマンスをした。

## カンヴァセイション・オン・ア・バーストゥール
マリアンヌ・フェイスフル『A Perfect Stranger: The Island Anthology』 (1998)収録。
- Conversation on a Barstool (Studio Version)

曲については→「カンヴァセイション・オン・ア・バーストゥール」
ボノとエッジが彼女のために書いた曲がやっと日の目を見た。ちなみにギターはビル・フリーゼル、プロデューサーはハル・ウィルナーで2人ともThe Million Dollar Hotel bandのメンバーとして映画『ミリオンダラー・ホテル』のサントラに顔を出している。

## ウォーク・アンアフレイド
R.E.M.『Up』(1998)収録。
- Walk Unafraid (Studio Version)

ボノの名前はクレジットされていないが、マイケル・スタイプによると、ボノはこの曲のソングライティングに多大な貢献をしたのだという。
（アルバム制作を助けてくれたひとについて）ボノがそうだね。彼は間違いなく僕を助けてくれた。彼は僕がアルバムで一番気に入っているWalk Unafraidのセカンドヴァースを書いてくれたんだ。僕は彼にこの曲の方向性を教えた。『あることを宣言しているんだけど、本当は自分はそんなことをしくないという感じだ』すると彼は『それじゃあ、質問の形にしてみよう』と言って、一気に出来上がったんだ。歌詞を完成させようと残った髪を掻き毟っているこの3ヶ月というもの、僕はそんなことを思いつきもしなかったのに。

## ブルー
ズッケロ『Blue Sugar』 (1998)収録。
- Blue (English Version)

ズッケロについて→「ミゼレーレ」
ボノはこの曲の英語の歌詞を書いている。

## スウィート・ジェーン
Lone Justice『This World is Not My Home』 (1999)収録。
- Sweet Jane (Live from Hartford, CT, Apr. 23, 1985)

Lone Justiceは1982年マリア・マッキーとギタリストのライアン・ヘッジコックによってロサンゼルスで結成されたカントリーポップバンドで、当時将来を嘱望されており、U2のThe Unforgettable Fireツアーでは前座を務めた。これは1985年4月23日のハートフォードの Hartford, CTで行われたU2のライブの前座でLone Justiceが演奏しているところにボノが飛び入り参加したもの。
Lone Justiceは1986年に解散したが、その後もマリアとボノ夫妻の交流は続き、一時はダブリンに住んでいたこともあり、U2がカバーした「Fortunate Son」と「Everybody Loves a Winner」（『Achtung Baby』デラックスエディション収録）ではバックコーラスを務めた。

## ア・グッド・マン他
『Cookie's Fortune』 (1999)収録
- A Good Man (Studio Version) - デイヴ・スチュワート (featuring ボノ)

- Patrol Car Blues (Studio Version) - デイヴ・スチュワート (featuring エッジ)

ロバート・アルトマンの1999年の映画『クッキー・フォーチューン』のサントラ。ボノの長年の友人であるデイヴ・スチュアートがプロデューサーを務めている。ボノは「A Good Man」でバックコーラスを担当し、エッジは「Patrol Car Blues」でギターを弾いている。

## ニュー・デイ
ワイクリフ・ジョン＆ボノ『New Day』 (1999)
- New Day (Pop Version) - ワイクリフ・ジョン＆ボノ
- New Day (Pop Radio Edit) - ワイクリフ・ジョン＆ボノ

- New Day (Reggae Remix) - ワイクリフ・ジョン

1999年7月4日、ボノはニュージャージーにあるワイクリフ・ジョンのスタジオをを訪れ、『Life』という映画のサントラに収録されていたワイクリフの「New Day」という曲にボノのバックコーラスを入れて「War Child」というタイトルで再リリースしようという計画を練った。そして翌日2人でレコーディングを行ったが、結局、歌詞を少し変えただけで、タイトルはそのままになった。
シングルがリリースされ、ケヴィン・ゴドレイが監督したPVも作られ、その収益はNetAidという貧困救済組織とワイクリフが運営するエイズ患者の基金に寄付された。
1999年10月9日にニュージャージーのGiant’s Stadiumで行われたチャリティーコンサート・NetAidでワイクリフとボノはこの曲を演奏した。

## スライド・アウェイ
マイケル・ハッチェンス『Michael Hutchence』 (1999)収録。
- Slide Away (Studio Version)

1997年9月に亡くなったINXSのマイケル・ハッチェンスが死の直前まで取り組んでいたアルバムに収録されていたこの曲にボノが歌詞とボーカルを加えて完成させた。
1999年にDanny Saberがリミックスしたこの曲の「Saber Mix」がインターネットに流出した。
またU2がファンクラブ会員限定でリリースした『U22』に収録されている「All I Want is You / Love Rescue Me」の最初のほうで、ボノは「I just want to slide away, and come alive again. I just want to slide away and come alive again」と語り、ハッチェンスを偲んでいる。

## エア・サスペンション
モーシャン・ワーカー『Aural & Hearty』(2000)収録。
- Air Suspension (Studio Version)

Mocean WorkerとはジャズミュージシャンのAdam Dornの別名で、この名前ではドラム＆ベース・スタイルの作品をリリースしている。また彼は『ミリオンダラー・ホテル』のサントラにも参加し、The Million Dollar Hotel Bandのメンバーだった。 この曲の元は『ミリオンダラー・ホテル』のレコーディングで作ったもので、喧嘩のシーンに使われるはずだったが、結局、サントラには収録されなかった。そこでベルリンで行われた映画のプレミアでDornがのボノに「かなり弄ると思うんだけど、あの曲を自分のアルバムに使わせてもらえないか？」頼むと、ボノは快諾。Dornはまさか承諾を思えるとは思っておらず、ボノのこの寛大な態度に感激したのだという。そして結局、ボノのボーカルパートだけを使ってこの曲を作った。制作中はボノもU2のマネジメントもかなり協力的だったとか。

## ノーマップス・フォー・ジーズ・テリトリーズ (映画)
『No Maps for These Territories』 (2000)
- 製作国：イギリス
- 監督：マーク・ニール
- プロデューサー：マーク・ペリントン他
- 音楽：エッジ、ダニエル・ラノワ
- 出演：ウィリアム・ギブスン、ブルース・スターリング、ボノ、エッジ

ボノも愛読していたサイバーパンク小説家・ウィリアム・ギブスンのドキュメンタリー。エッジがイーノのプロデュースで「Chiba City Blues」という曲を提供し、ボノとエッジは出演もしている。ボノは『ニューロマンサー』などギブスンの作品を朗読をしている。監督は「Lemon」のPVを撮ったマーク・ニール。

## チルドレン・オブ・ザ・レヴォリューション
『ムーラン・ルージュ』(2001)収録。
- Children of the Revolution (Soundtrack Version) - ボノ, ギャヴィン・フライデー & モーリス・シーザー

バズ・ラーマン監督、ユアン・マクレガー、ニコール・キッドマン主演の2001年の映画『ムーラン・ルージュ』のサントラ。ギャビン・フライデーは以前ラーマンの『ロミオ+ジュリエット』のサントラに参加したことがあり、その関係でラーマンからこのサントラのためにボノと一緒にT・Rexの「Children of the Revolution」をカバーしてくれと頼まれ、承諾した。この曲は映画の中ではボヘミアンのテーマ曲に使われている。 この曲はボノがElevationツアーの初公演が行われるマイアミに発つ直前にギャヴィンのHORSE studiosでレコーディングされた。
またこの映画にはアクトン・ベイビーという名前の路上ミュージシャンが「I Still Haven't Found What I'm Looking For」を演奏しているシーンやユアン・マクレガーがElephant Love Medleyの一部で「Pride」の一節を口ずさむシーンがある。

## トスカーナの空
アンドレア・ボチェッリ『Cieli Di Toscana / Tuscan Skies』(2001)収録。
- L'Incontro" (Studio Version - English)

アンドレア・ボチェッリはズッケロが『Miserere』を制作している時に見い出された盲目のテノール歌手。 ボノはこの曲に詩の朗読を提供している。Elevationヨーロッパツアーの小休止の間、「Stuck in a Moment You Can’t Get Out Of」のアコースティック・ヴァージョンと一緒にオーストリアのウィーンでレコーディングされた。
ボノが参加したヴァージョンが収録されているのはこのアルバムの英語ヴァージョンだけで、イタリア語ヴァージョンはボチェッリ自身が、フランス語ヴァージョンはジェラール・ドパルデューが詩を朗読している

## ホワッツ・ゴーイング・オン
Artists Against AIDS 『What's Going On』  (2001)　収録。
- What's Going On? (Dupri Original Mix) - Artists Against AIDS
- What's Going On? (The London Version) - Artists Against AIDS (featuring ボノ＆エッジ)
- What's Going On? (Moby's Version) - Artists Against AIDS (featuring ボノ)
- What's Going On? (Fred Durst's Reality Check Mix) - Artists Against AIDS (featuring ボノ)
- What's Going On? (Mangini / Pop Rox Mix) - Artists Against AIDS (featuring ボノ)
- What's Going On? (Mick Guzauski's Pop Mix) - Artists Against AIDS (featuring ボノ)
- What's Going On? (Dupri R&B Mix) - Artists Against AIDS (featuring ボノ＆エッジ)
- What's Going On? (The Neptunes This One's For You Mix) - Artists Against AIDS (featuringボノ)
- What's Going On? (Junior Vasquez's Club Mix) - Artists Against AIDS (featuring ボノ)
- What's Going On? (Dupri Alternative Extended Mix) - Artists Against AIDS (featuring ボノ)
- What's Going On? (MK Kinchen Aid Dub) - Artists Against AIDS (featuring ボノ)

- What's Going On? (MK Mix) - Artists Against AIDS (featuring ボノ)

2001年9月6日にニューヨークで行われたMTV Video Music Awardsの授賞式にトップアーチストが集まったのを奇貸として、ボノの呼びかけでアフリカでエイズに苦しく人々を救済する目的でチャリティ・シングルをレコーディング。
集まったミュージシャンはボノの他、クリスティーナ・アギレラ、Backstreet Boys、メアリー・Ｊ.ブライジ、Destiny’s Child,ジャーメイン・デュプリ、フレッド・ダースト、 イヴ、ペリー・ファレル (Jane’s Addiction)、ネリー・ファータド、ノーナ・ゲイ、ダレン・ヘイズ、ジャ・ルール、ジャギド・エッジ、アリシア・キーズ、アーロン・ルイス、 リル・キム 、ジェニファー・ロペス、クリス・マーティン (Coldplay), パット・モナハン(Train), モニカ、ナス、ネリー、NSync, P. ディディ、T・ボズとチリ  （TLC)、 ブリトニー・スピアーズ、グウェン・スティファニー(No Doubt), マイケル・スタイプ(R.E.M.)、アッシャー、 スコット・ウェイランド（Stone Temple Pilots）。
プロデューサーはDefレーベルのジャーメイン・デュプリ。リミックスヴァージョンも多数作られたが、「The London Version」はボノ、エッジ、クリス・マーティンの3人が参加している。が、レコーディング直後の９月11日にニューヨークで同時多発テロ事件が発生。このチャリティシングルは、2001年末までその収益の半分がテロ被害の救済に充てられた。
PVも作られ、監督はジェイク・スコット（リドリー・スコットの息子）とマリク・ハッサン。しかし、最初のPVはテロ直後では刺激的すぎると考えられ、新たにPVを撮り直した。

## ジョイ
ミック・ジャガー『Goddess in the Doorway』(2001)収録。
- Joy (Studio Version)

すれ違いばかりだったミックとの共演がついに実現。2001年7月14日Evevationツアーケルン公演の後、ボノが南フランスにあるミックのスタジオへ行ってレコーディングした。ギターを弾いているのはThe Whoのピート・タウンゼント。

## ウェン・ザ・スターズ・ゴー・ブルー他
ザ・コアーズ『Live in Dublin』(2002)収録。
- When the Stars Go Blue (Live from Dublin, Jan. 25, 2002)
- Summer Wine (Live from Dublin, Jan. 25, 2002)

2002年1月25日ウィックローのArdmore Studiosで行われたThe Corrsのライブアルバム。客は家族・友人、そして抽選で選ばれた人々という小規模なライブで、アイルランドのテレビ局VH1で放送された。
Elevationツアーを終えたばかりのボノは、この2曲でデュエットしている。「When The Stars Go Blue」はライアン・アダムスの曲、「Summer Wine」はリー・ヘイゼルウッドが書いて、ナンシー・シナトラが歌った曲である。
The CoorsはElevetionツアー・ダブリン公演の際、病気で欠席したPJハーヴェイの代わりに前座を務めたことがある。「The Hands that Built America」ではアンドレア・コアーのホイッスルとシャロン・コアーのヴァイオリンがフィーチャーされている。ジム・シェリダン監督の2003年の映画『イン・アメリカ三つの小さな願いごと』のサントラでは、ボノはギャビン・フライデー、モーリス・シーザーと一緒に「Time Enough for Tears」という曲を書き、アンドレア・コアーが歌っている。ヴィム・ヴェンダースの2005年の映画『アメリカ、家族のいる風景』ではボノとアンドレア・コアーは「Don't Come Knocking」という曲を歌っている。2007年にアンドレア・コアーがリリースしたソロアルバム『Ten Feet High』ではボノとギャビン・フライデーがエクゼティブ・プロデューサーを務めている。

## ステイ (ファラウェイ、ソー・クロース!)
クレイグ・アームストロング『As If To Nothing』(2002)収録。
- Stay (Faraway, So Close!) (Studio Version II)

クレイグ・アームストロングはスコットランド出身で、 映画『ロミオ+ジュリエット』や『ムーラン・ルージュ』などのサントラを手掛けた映画音楽の世界で有名で人物。彼はまた「The Ground Beneath Her Feet」「Please」「Two Shots Of Happy, One Shot Of Sad」のストリングス・アレンジを手掛けている。このアルバムのためにボノとクレイグは「Stay (Faraway, So Close!)」を再レコーディングした。

## アンセム
Poems for Refugees (2002)収録。
- Anthem (Studio Reading)

ピッパ・ヘイウッドというイギリスの女優が、アフガニスタンの子供たちがネズミから自分たちの食べ物を守る姿を見て心を打たれて作った有名人が読んだ詩を集めたCD付きチャリティブック。収益はWar Childに寄付された。ボノはレナード・コーエンの「Anthem」という歌の歌詞をを提供している。360度ツアーの時、この曲の「Ring the Bell」という歌詞の一節をよく歌に挿入していた。

## イフ・ユー・ウェア・ザット・ヴェルヴェット・ドレス
Jools Holland and his Rhythm and Blues Orchestra『Small World, Big Band Vol. 2: More Friends 』 (2002)収録。
- If You Wear that Velvet Dress (Studio Version II)

ジュールズ・ホーランドは元Squeezeのメンバーで、脱退後はミュージックコンポーザーとして活動する傍ら、『Later…with Jools Holland』というテレビ番組でホストを務めて人気を博している。
1987年、彼はSqueezeで同僚だったギブソン・レイビスとJools Holland Big Bandを結成。2001年、バンド名をRhythm & Blues Orchestraに改称し、多数のゲストを迎えたアルバム『Small World, Big Band』をリリース。これが好評だったので、第2弾であるこのアルバムをリリースした。
ボノは『Pop』に収録されていたこの曲を提供。当時、U2は『The Best of 1990 – 2000』を制作中で、『Pop』収録曲をいくつか再レコーディングしていたので、この曲が選ばれたものと思われる。

## ブコウスキー：オールドパンク（映画）
『Bukowsiki: Born into This』 (2002)
- 製作国：アメリカ
- 監督：ジョン・ダラカン
- 製作：ジョン・ダラカン
- 脚本：ヴィクター・リヴィングストン
- 主演：チャールズ・ブコウスキー、リンダ・リー・ブコウスキー、トム・ウェイツ、ボノ、ショーン・ペン、ハリー・ディーン・スタントン

ボノも愛読していたロサンゼルスのパンク小説家・チャールズ・ブコウスキーの実像に迫るドキュメンタリーに出演。

## ザッツ・ライフ
『The Good Thief』 (2003)収録。
- That's Life (Soundtrack Version)

ニール・ジョーダン監督、ニック・ノルティ主演の2003年の映画『ギャンブル・プレイ』のサントラ。
「That’s Life」はフランク・シナトラが1966年にレコーディングして、アルバムのタイトルにも使い、ビルボードチャートで4位を記録したヒット曲。ボノは長年シナトラのプロデューサーをやっていたフィル・ラモーンと一緒にこの曲をレコーディングしてサントラに提供した。

## フォーリング・アト・ユア・フィート
ダニエル・ラノワ『Shine』（2003)
- Falling at Your Feet (Lanois 2003 Recording)

元は『ミリオンダラー・ホテル』のサントラに収録されていた曲でボノとラノワが演奏していた。オリジナルはボノのボーカルが主でラノワのボーカルが従だったが、このヴァージョンでは逆になっている。

## 神の笑い
『Voices and Poetry of Ireland』 (2003)収録。
- God's Laughter (Studio Version)

ホームレス救済を目的とするCD付チャリティブック。アイルランドの有名人が詩の朗読を寄稿している。ボノはブレンダン・ケネリーのこの詩を提供。ちなみにこのアルバムではポール・マクギネスがデレック・マホンの「Shapes and Shadows」という詩を、ギャヴィン・フライデーがオスカー・ワイルドの「From the Ballad of Reading Gaol」という詩を提供しており、他にもボブ・ゲルドフ、シネイド・オコナー、アンドレア・コアーなどのU2関係者も詩を提供している。
ブレンダン・ケネリーが1991年に出版した『The Book of Judas』という詩集は『Acthung Baby』と多くのテーマで共通していると言われており、アイルランドの新聞The Sunday Pressはボノに『The Book of Judas』のレビューを、ブレンダンに『Acthung Baby』のレビューを頼んだことがある。
ちなみにブレンダン・ケネリーは『Songs of Experience』制作の際、ボノに「自分が死んだかのように書くのだ」というアドバイスを送った。

## タイム・イナフ・フォー・ティアーズ
ギャヴィン・フライデー＆モーリス・シーザー『In America』 (2003)収録。
Time Enough for Tears (Soundtrack Version) -アンドレア・コアー＆ギャヴィン・フライデー
ジム・シェリダン監督の2003年の映画『イン・アメリカ三つの小さな願いごと』のサントラ。ミュージック・コンポーザーはギャヴィン・フライデーとモーリス・シーザー。かつてボノとギャヴィンはシェリダンの1994年の映画『父に祈りを』に「In the Name of Father」と「You Made Me the Thief of Your Heart」（シネイド・オコナー）を提供したことがあり、ギャビンとモーリスはシェリダンの1997年の映画『ザ・ボクサー』のミュージック・コンポーザーを務めたことがある。
2002年の暮れ、ボノ、ギャビン、アンドレア・コアーの3人は映画のラッシュ上映会に出席し、シェリダンから映画に使う曲を探していると言われ、急遽、3人で曲を作ることになった。が、曲作りの初期段階で、アンドレア用事でロサンゼルスに行くことになり、離脱。その間、アンドレアは他のメンバーと連絡を取り合って曲作りに関わった。レコーディングの際、アンドレアはワンテイクでボーカルを録った。が、映画の公開が遅れ、その間、ギャビンとモーリスは映画のスコアを書いた。
この曲はthe Broadcast Films Critics Associations Critics’ Choice Awardsのベストソング部門とゴールデングローブ賞のベストオリジナルソング部門にノミネートされたが、いずれも受賞を逃した。ちなみにゴールデングローブ賞に輝いたのはアニー・レノックスの「Into the West」である。
またThe Corrsの2002年のアルバム『Borrowed Heaven』にこの曲のリテイクが収録されている。

## アフリカン・プレイヤー他
『46664』 (2004)
- Part 1: African Prayer : American Prayer (Live from Cape Town, Nov. 29, 2003 - Fade Out) - ボノ, エッジ, ビヨンセ, & デイヴ・スチュアート

- Part 2: Long Walk to Freedom : 46664 (Long Walk to Freedom) (Live from Cape Town, Nov. 29, 2003) - ボノ, エッジ, デイヴ・スチュアート & ユッスー・ンドゥール

- Part 3: Amandla : Amandla (Live from Cape Town, Nov. 29, 2003) - Queen, ボノ, アナスタシア, デイヴ・スチュアート & アンドリューズ・ボンズ , One / Unchained Melody (Live from Cape Town, Nov. 29, 2003) - ボノ, エッジ, Soweto Gospel Choir , 46664 Chant (Live from Cape Town, Nov. 29, 2003) - Soweto Gospel Choir and Cast

2003年11月29日、南アフリカ共和国のケープタウンで行われたアフリカのエイズ救済チャリティコンサート・46664で演奏された曲を収録したコンピ。当初、このコンサートはその収益をネルソン・マンデラ基金に寄付する予定でデイブ・スチュワートとジョー・ストラマーが企画したものだった。デイブとジョーはコンサートのテーマソング「46664 (Long Walk to Freedom)」を共作していたが、2002年のジョーが死去。その後、デイブはボノと一緒にこの曲を完成させ、コンサートの趣旨もアフリカのエイズ救済に変更された。
また46664はネルソン・マンデラが刑務所に投獄されていた時に囚人番号で、エイズ患者は現在の囚人のようなものだという趣旨で、マンデラが特別に使用を許可したものである。当初、コンサートは2003年の初頭に予定されていたが、国際エイズデーに合わせて、この日程で行われた。
ボノのボーカルがフィーチャーされた「African Prayer」のスタジオヴァージョンはリリースされていないが、デイブ・スチュアートがリテイクしたものがシングルリリースされており、デイブのアルバム『Dave Stewart Songbook, Volume One』にも収録されている。
「46664 (Long Walk to Freedom)」はボノ、デイブ、ユッスー・ンドゥールとアブデル・ライトと一緒にレコーディングしたスタジオヴァージョンが2003年10月にデジタルリリースされている。
「Amandla」はデイブとQueenとアナスタシアが書いた曲。
この日、ボノとエッジが演奏した「One / Unchained Melody」は Soweto Gospel Choirが自分たちのコーラスを入れて、『African Spirit』というアルバムに収録している。

## キングダム・カム
The Neville Brothers 『Walkin' in the Shadow of Live』  (2004)収録。
- Kingdom Come (Studio Version)

1990年にThe Neville Brothersと一緒に書いた曲がようやく日の目を見た→「ジャー・ラヴ」

## ニュー・ゴールド・ドリーム(81,82,83,84)他
Simple Minds『Silver Box』(2004)収録。
- New Gold Dream (81,82,83,84) / Take Me to River / Light My Fire (Live from Glasgow, Jan. 5, 1985)

Simple Mindsの未発表曲、ライブ曲、ラジオやテレビでセッションした曲を収録した5枚組ディスク。CD2に1985年1月5日にグラスゴーのthe Barrowlands Ballroomでボノと共演したこの曲が収録されている。

## ドゥ・ゼイ・ノウ・イッツ・クリスマス?
Band Aid 20『Do They Know it's Christmas? 』(2004)収録。
- Do They Know it's Christmas? (Single Version) - Band Aid 20 (including ボノ)
- Do They Know it's Christmas? (Single Version - Edit) - Band Aid (with ボノ＆アダム)

- Do They Know it's Christmas? (Live from London, Jul. 13, 1985 - Live Aid) - Band Aid (with ボノ)

Band Aid20周年記念シングルで、今度はスーダンのダルフール地区の飢饉救済が目的。 
当初、ボノは参加ミュージシャンが一堂に会したロンドンのレコーディングには参加せず、ダブリンのスタジオで1984年の時と同じ「Well tonight thank God it’s them instead of you」のパートをレコーディングした。その場にはエッジもいて、その曲のためにギターパートをレコーディングしたが、結局、それは使われなかった。またボノの他にThe Darlnessのジャスティン・ホーキンスもその一節をレコーディングして、プロデューサーはそちらのほうを気に入ったのだが、突然、ボノがロンドンへ飛んで、その一節を再レコーディングしたので、結局、ボノのボーカルが使われることになった。ホーキンスは「僕は彼よりも上手に歌ったんだ。そしたら彼のマネジメントが騒ぎ始めてね。その歌詞の一節は彼にとっては大きな意味があって、価値があるもなんだ。だから彼はそれを必要として、僕を打ち負かすために、ロンドンに飛んで再レコーディングしたんだろう」と憤慨していたが、結局、彼は他の歌詞を歌った。
1984年ヴァージョンにボーカルを提供したミュージシャンで、2004年ヴァージョンにもボーカルを提供したのはボノ1人である。ポール・マッカートニーは2004年ヴァージョンではベースを弾いただけで、ボーカルを提供していない。ボブ・ゲルドフとミッジ・ユーロはセッションには立ち会ったが、パフォーマンスは行っていない。

## レディング監獄のバラッド
『Happy Birthday Oscar Wilde』 (2004)収録。
- Picture of Dorian Grey (An Excerpt) - ラリー・マレン・ジュニア

- The Ballad of Reading Gaol (An Excerpt) - ボノ＆ギャヴィン・フライデー

オスカー・ワイルド生誕150年を記念して2004年12月27日にRTEで放送されたドキュメンタリー番組。アーチストたちが入れ代わり立ち代わりオスカー・ワイルドの小節や詩の一節を読む趣向が凝らされている。アニー・レノックス、マーティン・シーン、リーアム・ニーソンなどが出演している。
ラリーが「Picture of Dorian Grey」の一節を朗読している。出演時間わずか6秒。
またボノとギャビン・フライデーが「レディング監獄のバラッド（The Ballad of Reading Gaol）」という詩を朗読している。ギャヴィンはかつてこの詩を一節を用いて1989年にリリースしたファーストソロアルバム「『Each Man Kills the Thing He Loves』に収録されている同タイトルの曲を書いたことがある。
この作品は2005年にアメリカでDVDがリリースされ、スイスのRose d’Or awardという賞のThe Arts and Specials部門にノミネートされたが、受賞は逃した。

## アクロス・ザ・ユニバース
『Across the Universe』 (2005)収録。
- Across The Universe (Live from Los Angeles, CA, Feb. 13, 2005) - ボノ, アリシア・キーズ, アリソン・クラウス, ビリー・ジョー・アームストロング, ブライアン・ウィルソン, ノラ・ジョーンズ, スティーヴン・タイラー, スティーヴィー・ワンダー, ティム・マグロウ, etc.

2005年2月13日にロサンゼルスのStaples Centerで行われたグラミー賞授賞式で、スターたちが一堂に会してこの曲を歌い、スマトラ島沖地震による津波被害救済のためのチャリティシングルとしてデジタルリリースされた。ビルボードチャート・デジタルリリース部門で22位を記録→「アクロス・ザ・ユニバース」

## ありがとう、ビリー・グラハム
パット・ブーン＆フレンズ『Thank You Billy Graham 』 (2005)収録。
- Thank You Billy Graham (With Intro) - パット・ブーン＆フレンズ (with Introduction by ボノ)

説教師のビリー・グラハムのトリビュートアルバム『Glory Train: The Lost Sessions』からカットされたシングル。ボノは曲には参加していないが、曲の冒頭で「ショッピングモールのような宣伝を行ったり、車のバンパーにステッカーを貼ったり、還元主義に陥って、宗教が神の仕事の妨げになっているように思える現代にあって、ビリー・グラハムの明瞭な声と南部訛りに感謝する。彼は詩人であり、説教師であり、人間の精神を歌う歌手でもある。感謝します、ビリー・グラハム。ありがとう、ビリー・グラハム」とコメントしている。

パット・ブーンは2001年のグラミー賞授賞式でボノにこの曲に参加してくれないか頼んだのだという。
僕は彼の背後に立って、「やあ、ブーンとボノの出会いの瞬間だ」そしたら彼は「僕たちは以前会ったことがある。僕たちのバンドがスタートしてまもない頃のイングランドでね。僕たちはあなたに紹介されて、あなたは僕たちを励ましてくれた。とても嬉しかったよ。まあ、覚えていないだろうけど」と言った。正直言って、僕は覚えていなかった。当時、誰も彼らのことを知らなかったからね。そして「ビリー・グラハムのトリビュートアルバムに参加してくれないか？」と頼んだから、彼はすぐに「いいとも。僕は彼をとても尊敬している」と言ったんだ。

## ドント・カム・ノッキング
アンドレア・コアー＆ボノ『Don't Come Knocking』 (2005)収録。
- Don't Come Knocking (Studio Version)

ヴィム・ヴェンダースの2005年の映画『アメリカ、家族のいる風景』に使用されている曲で、これはメディア向けに配られたCDR。ボノとアンドレアはこの曲をヴェンダースの60歳の誕生日と映画のサントラのためにレコーディングした。プロデューサーはエッジとジャックナイフ・リー、エンジニアにロビー・アダムスがクレジットされている。
映画に使用されているヴァージョンのプロデューサーはT・ボーン・バーネットだが、ギターとパーカッションのパートを変えて、他の映画で使われている曲に合わせている。サントラはリリースされなかった。

## ロッキン・イン・ザ・フリー・ワールド
Pearl Jam『North America 2005: Toronto, ON / Sept. 19th 』 (2005)収録。
2005年9が19日にトロントのAir Canada Centeで行われたPearl Jamのライブにボノが登場し、ニール・ヤングの「Rockin' in the Free World」を歌った 。エッジとラリーもその場にいたが、ステージには上がらなかった。ちなみにこの2日前、Pearl Jamのボーカル・エディ・ヴェーダーは同じくAir Canada Centeで行われたU2のライブに登場し、ダニエル・ラノワも交えて「Ol’ Man River」を演奏している。 またこの日ヴェーダーは、「Small Town」を歌う前に「A Sort of Homecoming」を、「Habit」を歌う前に「Bad」を、「Daughter」を歌っている最中に「Yahweh」を、そして歌の最後に「if I could you know I would」という「Bad」の一節を歌っている。

## ドント・ギヴ・アップ(アフリカ)
アリシア・キーズ＆ボノ『Don't Give Up (Africa)』 (2005)収録。
- Don't Give Up (Africa) (Studio Version)

iTunesで限定発売されたチャリティシングル。収益金は「Keep A Child Alive」というアフリカのエイズ対策に取り組むNPOに寄付された。 元は1986年にピーター・ゲイブリエルとケイト・ブッシュがデュエットした「Don't Give up」だが、タイトルに（Africa）が付け足されている。プロデューサーはスティーブ・リリーホワイト。
まずボノとアリシアは2005年11月3日にニューヨークのThe Black Ballのライブで共演。この時、ボノはビデオ出演だった。その後、レコーディングされてワールド・エイズ・デイに合わせて12月6日にリリースされた。また2006年10月12日のThe Oprah Winfrey Showというテレビ番組で2は再び共演している（翌日テレビで放送された）。またKristen Ashburnという人物がアフリカでエイズに苦しむ人々の写真を使ったビデオを制作している。

## ア・ダイイング・セーラー・トゥ・ヒズ・シップメイツ
『Rogue's Gallery: Pirate Ballads, Sea Songs & Chanteys』 (2006)収録。
- A Dying Sailor to His Shipmates (Studio Version)

2006年に公開された映画『パイレーツ・オブ・カリビアン/デッドマンズ・チェスト』の監督ゴア・ヴァービンスキーとジョニー・デップが企画した昔の海の歌をテーマにしたコンピ。プロデューサーはハル・ウィルナー。
ボノが歌っている「A Dying Sailor to His Shipmates」は、19世紀の捕鯨船の漁師が歌っていた歌。ちなみにギャヴィン・フライデーも元Virgine Prunesのグッギとデイブ- IDと一緒にThree Pruned Men名義で「Bully In The Alley」という曲を提供している。

## アイ・ウォナ・ビー・アラウンド
トニー・ベネット『Duets: An American Classic』 (2006)収録。
- I Wanna Be Around (Studio Version)

トニー・ベネットの80歳の誕生日記念コンピ。他の大物ミュージシャンのデュエットアルバムと違い、トニーはパートナーのミュージシャンと一緒にレコーディングした。プロデューサーはフィル・ラモーン。
ボノはロンドンのアビー・スタジオでトニーとトニー・ベネット・カルテットと一緒にレコーディングした。DVDもリリースされ、レコーディングの様子が窺える。

## ロンドン・コーリング (映画)
→「ロンドン・コーリング (映画)」

## キッズ
カイリー・ミノーグ『Showgirl: Homecoming Live』 (2007)収録。
- Kids (Live from Sydney, Nov. 12, 2006) - カイリー・ミノーグ＆ボノ

2006年11月16日にシドニーで行われたカイリー・ミノーグのライブに、Vetigoツアーでオーストラリアを訪れていたボノが飛び入り参加。元は彼女とロビー・ウィリアムズのデュエット曲である。2007年にリリースされたDVD作品『White Diamond』にも収録されている。

## ロッキン・イン・ザ・フリー・ワールド
Pearl Jam『Love, Reign O'er Me 』  (2007)収録。
- Rockin' in the Free World (Live from Sydney, Nov. 17, 2006)

Pearl Jamのファンクラブ会員限定アルバム。2006年11月17日にオーストラリアにメルボルンで行われたthe Make Poverty History concertというチャリティコンサートのPearl Jamのステージに、ボノとエッジが参加。ニール・ヤングの「Rockin' in the Free World」を歌った 。が、このアルバムに収録されているヴァージョンは編集された短縮ヴァージョンで、オリジナルの演奏は『Make Poverty History』に収録されている。 

## テン・フィート・ハイ
アンドレア・コアー『Ten Feet High』 (2007)
ボノとギャヴィン・フライデーがアンドレア・コア―のソロアルバムのエクゼクティブ・プロデューサーを務めている。どの程度作品に関わったのかは不明。プロデューサーはネリー・フーパー。

## アイ・アム・ザ・ウォルラス他
『Across the Universe』 (2007)収録。
- I Am The Walrus (Studio Version) - ボノ ＆ Secret Machines

- Lucy in the Sky with Diamonds (Studio Version) - ボノ＆エッジ

2007年のThe Beatlesの曲を使ったアメリカのミュージ映画『アクロス・ザ・ユニバース』のサントラ。監督のジュリー・テイモアは後にボノとエッジがサントラのエグゼティブ・プロデューサーを務めた『Spiderman: Turn Up the Dark』を監督した人物でもある。
ボノは映画にドクター・ロバートとして出演して、「I Am The Walrus」を歌っている。ちなみにバックバンドはSecret Machine。またエンドクレジットにボノとエッジが演奏する「Lucy in the Sky with Diamonds」が流れる。

## アイ・アム・ザ・ブルーズ
ジョニー・アリディ『Le Cœur d'un Homme』(2007)収録。
- I Am the Blues (Studio Version)

ジョニー・トゥーの映画『冷たい雨に撃て、約束の銃弾を』でも主役を演じたフランスの有名な俳優兼歌手ジョニー・アリディにボノとサイモン・カーモディが書いた曲。普段ジョニーはフランス語で歌うのだが、これは英語の歌である。ボノとジョニーは長年の友人。このアルバムはフランスとベルギーでナンバー1ヒットとなった。

## ある愛の伝説
スティーヴィー・ワンダー＆ボノ『Love's in Need of Love Today』(2007)収録。
- Love is in Need of Love Today (Studio Version)

2007年のドキュメンタリー映画『Darfur Now』のエンドクレジットに使用された。2007年11月12日にmayspaceで公開されたが、ダウンロード販売はされていない。監督のテッド・ブラウンからエンドクレジットに流れる曲を歌ってくれと頼まれたボノだが、新曲を作っている暇がなかったので、テッドの提案でスティービー・ワンダーとこの曲を歌うことにした。

## シュガー・ダディー
トム・ジョーンズ『24 Hours』(2008)収録。
- Sugar Daddy (Studio Version)

ボノ、エッジ、サイモン・カーモディが書いた曲。ボノは「スラッシャーギター」、エッジはギターでもクレジットされている。 ダブリンのパブでトムとボノが飲んだ時、トムはボノに曲を書いてくれるよう頼んだ。ボノは快諾したが、トム自身についての曲を書くと言った。子供の時、ボノはテレビに出ているトムを観て、そのパフォーマンスや衣装が面白いと思ったことがあったのだ。しばらく後、2人は今度はロンドンのパブで飲み、ボノはエッジとサイモンと一緒に書いた曲をトムに聞かせた。ダブリンで話したことをそのまま歌にしたものだった。トムが「私はソングライティングにクレジットされているのかね？」と尋ねると、ボノは「いや」と答えた。そんなこと考えたこともないと。歌詞を読んだトムは自分が自慢げな人物に見え、ボノに「君は私のことをこんなふうに思っているのか？」と尋ねると、ボノは「いや、僕はSugar Daddyという言葉の響きが好きなだけだ」と答えた。さらにトムが「初めて聞いた時、まるで私がトランペットを吹いているように聞こえたよ」と言うと、ボノは「そうとも。あなたはこの歌を歌えるタマを持っているただ1人の男さ」と答えたのだという。

## アメリカンズ・ソング
- America's Song (2009)[92]

ウィル・アイ・アムとデヴィッド・フォスターが書いた愛国ソング。就任したばかりのバラク・オバマ応援ソングでもある。
2009年1月19日The Oprah Winfrey Showというテレビ番組で披露された。ボノはビデオ出演。

## ウォー／ノー・モア・トラブル
『Playing for Change: Songs Around the World』 (2009)収録。
- War / No More Trouble (Studio) - ロッキー・ドウニ,ボノ, ボブ・マーリーその他

マーク・ジョンソンとエンツォ・ブオーノというアーチスト2人が世界中を旅して地元のミュージシャンに同じ歌を歌わせて、それらをミックスした作品。ボノはこの曲で参加。ボブ・マーリーのボーカルがサンプリングされ、またボノが「Peace on Earth」を書くきっかけとなったオマー爆弾事件をきっかけに結成されたthe Omagh Community Youth Choirのコーラスも加えられている。彼らはこのアルバムでU2の「Love Rescue Me」もカバーしている。

## ストランディッド・ハイチ・モン・アムール
『Hope for Haiti Now』 (2010)収録。
- Stranded (Haiti Mon Amour) (Studio Version 1.0) - ジェイ・Z, リアーナ, ボノ＆エッジ

- Stranded (Haiti Mon Amour) (Live from London, Jan. 22, 2010) -ジェイ・Z, リアーナ, ボノ＆エッジ

2010年1月12日に起きたハイチ地震被害者救済を目的としてデジタルリリースされたチャリティアルバム。地震が起きた直後、ジョージ・クルーニーとワイクリフ・ジョンはHope for Haiti Now: A Global Benefit for Earthquake Reliefを結成して、1月22日募金を募る2時間のテレビ番組を放送した。2001年のAmerica: A Tribute to Heroes、2005年のShelter from the Stormと同種のチャリティ番組である。
ボノとエッジはジェイ・Ｚ、リアーナと共演したこの曲を提供して、番組内で事前にロンドンのThe Hospital Clubで収録したパフォーマンスを流した。

## ムーヴ・オン・アップ
アンジェリーク・キジョー『ÕŸÖ 』(2010)収録。
- Move On Up (Studio Version II)

アンジェリーク・キジョーのカバーアルバム。「Move On Up」は1970年のカーティス・メイフィールドの曲である。 2010年1月18日にUKとヨーロッパでリリースしたヴァージョンに収録されているこの曲はジョン・レジェンドとの共演で、ボノは参加しておらず、2010年4月6日に北米でリリースされたヴァージョンにジョン・レジェンドに加えてボノも参加している。このヴァージョンをレコーディングしたのは、長年、エンジニアとしてU2の作品を支え、『Songs of Innocence』ではついにプロデューサーにクレジットされたデクラン・ギャフニーである。
デジタルリリースされた「Move On Up (Radioclit Remixes)」にはボノのボーカルは含まれていない。PVにはボノのボーカルが含まれたヴァージョンが使われているが、PVにボノは登場しない。

## サムワンエルス・ティアーズ
ズッケロ『Chocabeck』 (2010)収録。
- Someone Else's Tears (Studio Version)

1993年の「Miserere」、1998年の「Blue」に引き続いて、イタリアのシンガーソングライター・ズッケロに3回目の英語の歌詞の提供。この曲はイタリア盤には収録されなかったが、それ以外のヴァージョンのアルバムには収録されている。
ボノとは長年の友だちだ。彼は「Blue」と「Miserere」の歌詞を書いてくれて、僕はこれらの曲でパヴァロッティと共演した。ボノはイタリア語がまったく話せないけど、曲を聴けば、僕が言わんとしていることを掴んだ美しい歌詞を書いてくれるんだ。人生、ワイン作り、シンプルなものを楽しむこと。まったくそのとおりだ。音楽はその中に既に歌詞を含んでいるんだ（ズッケロ）

## ゼロへの道
ジョナサン・エリアス『Path to Zero: Prayer Cycle』(2011)収録。
- Path to Zero (Album Version) - ジョナサン・エリアス＆ヴァリアス・アーティスト

ジョナサン・エリアスというミュージック・コンポーザーが、軍縮問題に取り組むGlobal Zeroという団体の寄付金を募るために制作したチャリティアルバム。ジム・モリソン、スティング、シネイド・オコナーなどのボーカルをフィーチャーしてクラシックとエレクトロニカが融合したような曲を収録している。 この曲ではジム・モリソン、サージ・タンキアン、ロバート・ダウニー・ジュニア、ジョアン・シェナンドア、シネイド・オコナー、リア・シェナンドーとともに参加し、うめき声を提供しているが、なぜかクレジットはBになっている。

## メンシュ
ヘルベルト・グレーネマイヤー『I Walk』(2012)収録。
- Mensch (Studio Version)

ヘルベルト・グレーネマイヤーは1979年から活動しているドイツの国民的歌手。ドイツ語で歌っている。ボノは彼と2007年にライブで共演してこの曲を歌い、2012年にも再びライブで共演してこの曲と「Stuck in a Moment You Can’t Get Out Of」を歌った。
「Mensch」（ボノは参加していない）を収録した2002年の同タイトルのアルバムは、ドイツではビッグヒットとなった。2012年グレーネマイヤーは新曲と昔の曲の両方を英語で歌った初めての英語版アルバム『I Walk』をリリース。これに収録されているMenschでボノと共演している。ちなみにアルバムジャケットの写真を撮ったのはアントン・コービンで、3人は友だち。

## ブレットプルーフ・プライド
ケイナーン『Country, God or the Girl』(2012)収録。
- Bulletproof Pride (Studio Version)

ケイナーンはソマリア出身のラッパーで、2003年に「One」を、2012年に「Stuck in a Moment You Can’t Get Out Of」をカバーしており、2010年の360度ツアー・ミネアポリス公演では、U2と共演して「Stand by Me」を歌っている。2011年10月5日に行われたクリントン財団十周年記念コンサートA Decade of Differenceで、ボノとケイナーンはこの曲を一緒に歌った。

## アントン・コービン 伝説のロック・フォトグラファーの光と影 (映画)
- 製作国：オランダ
- 監督：クラーチェ・クイラインズ
- 製作総指揮：トーマス・デン・ドライヴァー
- 音楽：ギャヴィン・フライデー
- 出演：アントン・コービン、Arcade Fire、ボノ、Metallica、ルー・リード、ジョージ・クルーニー

アントン・コービンの実像に迫るドキュメンタリー。

## ザ・ダーキスト・ミッドナイト
マイケル・W・スミス＆フレンズ『The Spirit of Christmas』 (2014)収録。
- The Darkest Midnight (Studio Version)

アメリカのクリスチャンミュージック界のクリスマスアルバム。この曲はアイルランドの伝統的なクリスマスソングである。

## ドゥ・ゼイ・ノウ・イッツ・クリスマス?
Band Aid 30 『Do They Know it's Christmas?』  (2014)収録。
- Do They Know It's Christmas? (2014 Version) - Band Aid 30 (featuring ボノ)
- Do They Know it's Christmas? (Single Version) - Band Aid 20 (including ボノ)

- Do They Know it's Christmas? (Single Version) - Band Aid (with ボノ＆アダム)

30周年記念に今度はエボラ出血熱被害者救済のために集結。歌詞が少し変えられ、ボノは「Well tonight we’re reaching out and touching you」の一節を歌った。このシングルはUK１位を獲得し、1週間で29万7,000枚のセールスを上げた。またフランス語ヴァージョンとドイツ語ヴァージョンも作られた。参加ミュージシャン→「バンドエイド」

## ストロング・ガール（Remix）
- 『Strong Girl (Remix) 』(2015)収録。[105]

元は「Poverty is Sexist（貧困は性差別）」のスローガンの下に2015年5月にリリースされたOneのキャンペーンソング。その年の8月28日にボノを含めた男性ボーカルも加えて再レコーディングされ、OneのHPでダウンロードリリースされた。プロデューサーはコバムズ・アスクオ、PVの監督はGodfather Productions.。

## ストリーツ・オブ・サレンダー
ズッケロ『Black Cat』 (2016)収録。
- Streets of Surrender (S.O.S.) (Studio Version) - ズッケロ with マーク・ノップラー

元々ズッケロが書いていた曲だが、イノセンス・アンド・エクスペリエンス・ツアー・トリノ公演で共演した後、いつもの如く、ボノに英語の歌詞を依頼。その後、パリで同時多発テロ事件が起き、歌詞はそのテロに関するものになった。サイモン・カーディーが共作者としてクレジットされている。

## ビコーズ・ザ・ナイト
ブルース・スプリングスティーン＆Eストリート・バンド『Dublin, Ireland, May 29, 2016』(2016)収録。
- Because the Night (Live from Dublin, May 29, 2016)

Brucespringsteen.netでリリースされたライブアルバム。2016年5月29日のダブリンのCroke Parkでのブルース・スプリングスティーンの公演で2人が共演したこの曲が収録されている。なお当日U2の他のメンバーもライブを観ていたが、ステージには上がらなかった。

## オネスト
The Chainsmokers『Memories Do Not Open 』(2017)収録。
- Honest (Studio Version)

The Chainsmokersというアメリカのバンドのデビューアルバム。「Honest」という曲の冒頭に「The other one is of course is outing yourself I think be the first to out yourself I always think There’s no end to the hypocrisy of the human heart」というボノのセリフが入っている。
”Honest”のイントロに話し声が入ってるけど、あれはボノだよ。彼は俺達の友達なんだ。彼や、クリス・マーティンのような人達に出会えて本当にラッキーだったと思っている。しかも、キャリアについて色々なアドバイスをしてくれる。それでボノに電話して何でもいいから話して欲しいとお願いしたんだ。彼と酒を飲むと、すごい深い話になるからね。この時は彼と電話でたぶん45分くらい話したんだけど、そこで彼がアーティストの義務について、それがいかに悩みになるのかについてを語ってくれたんだ。それがあまりに完璧だったからこの曲で発表することにした（アレックス・ポール）

## セプテンバー1913他
『A Fanatic Heart, Bob Geldof on W.B. Yeats』(2018)収録。
- September 1913 (詩の朗読)
- On Being Asked for a War Poem (詩の朗読)
- September 1913 / Mad as the Mist and Snow(Studio Version)

アイルランドのRTE テレビとイギリスのBBC テレビで放映されたボブ・ゲルドフがウィリアム・バトラー・イェイツゆかりの場所を訪れるドキュメンタリー。アイルランドの著名人の詩の朗読が収録され、ボノは4つの詩の朗読に参加している。他にノエル・ギャラガー、エルヴィス・コステロ、リーアム・ニーソン、コリン・ファレル、エドナ・オブライエンなどが参加。

## メッセージ・トゥ・ソーリス
『Souris Calle』(2018)収録。
- Message to Souris (Album Version)

フランスの女性現代美術作家ソフィ・カルが飼っていた愛猫Sourisに関する楽曲を収めたコンピレーション・アルバム。ボノはライナー・マリア・リルケの「黒猫」という詩を朗読し、BGMには『Boy』に収録されている「An Cat Dubh」が流れる。

## 早く家へ帰りたい
『Street Lights』(2018)収録。
- Homeward Bound(Studio Version)

アイルランドのホームレス救済のために、Street Lightsの一員としてサイモン＆ガーファンクルの「早く家へ帰りたい」をカバー。

## ブルー・ムーン・ライジング
Noel Gallagher's High Flying Birds『Blue Moon Rising』(2020)収録。
- Blue Moon Rising

EP『Blue Moon Rising 』がリリースされた時は伏せられていたが、この曲が『Back The Way We Came』というコンピに収録された時に、ボノがボーカルで参加していることが明らかにされた。曲のクレジットには「バックコーラスのPDH以外はすべてノエル・ギャラガー」と記されている。PDFとはボノの本名であるポール・デヴィッド・ヒューソン（Paul David Hewson）のことである。

## エデン（トゥ・ファインド・ラヴ）
『Citizen Penn』(2021)収録。
- Eden (To Find Love)

2010年のハイチ地震をきっかけにショーン・ペンが設立した団体「J/PHRO」（現在のCORE）の誕生と成長を描いたドキュメンタリー映画『Citizen Penn』の音楽を担当したリンダ・ペリーと一緒に作った曲。映画のエンドロールに流れる。ボノの子供、イライジャ・ヒューソンとジョーダン・ヒューソンがバックコーラスで参加している。 イライジャは現在、Inhalerのボーカルである。

## ウィー・アー・ザ・ピープル
マーティン・ギャリックス『We Are the People』(2021)収録。
- We Are The People (Single Version) - マーティン・ギャリックス ft. ボノ＆エッジ
- We Are The People (Martin Garrix Remix) - マーティン・ギャリックス ft. ボノ＆エッジ

UEFA EURO 2020の公式ソング。ギャリックスが2018年から曲を書き始め、その後、ボノとエッジに協力を求め、完成させた。ボノが歌詞とメロディーを考え、ギャリックスが事前に作成した音楽トラックをもとにエッジがリードギターリフの作成した。他にボノの長年の共作者サイモン・カーモディも曲作りに関わっている。
なお歌詞にある「We are the people we've been waiting for」というフレーズは、ボノが2006年に（RED）を立ち上げ、ジョージ・W・ブッシュ大統領とエアフォース・ワンで会談した際、(RED)の商品を大統領に渡しながら、彼に伝えた言葉である。

## スカイスクレイパーズ
DMX『Exodus』(2021)収録。
- Skyscrapers (Studio Version)

DMXの遺作となったアルバムに収録されているが、2012年の時点で既にボノのヴォーカル・パートはできていたそう。DMXはこの曲にマイアミのような雰囲気があると述べ、PVもマイアミで撮りたいと言っていたのだが、残念ながらその前に亡くなり、叶わなかった。DMXが心臓発作を起こした後、ボノは曲を聴いて自分で描いたイメージ画を公開した。

## カンタ・ラ・ヴィタ
ズッケロ『Discover』(2021)収録。
- Canta La Vita (Let Your Love Be Known) (Studio)

2020年3月、ボノはコロナ禍で外出を禁止されているイタリアの人々のために「Let Your Love Be Known」という曲を公開した。ズッケロはネットサーフィンをしている時にたまたまその曲を見つけ、イタリア語の歌詞を付けた。ボノはバックコーラスも入れている。

## フィール・ライク・ア・ディファレント・シング
Confidence Man『Tilt』(2022)収録。
- Feels Like A Different Thing (Studio Version)

Confidence Manはオーストラリアのバンド。U2がノエル・ギャラガーと一緒にThe Joshua Treeツアー2019でオーストラリアを回っている際、知り合いになった。アルバムに収録されているどれかの曲でエッジがタンバリンを叩き、この曲の2分33秒のところにボノの声が入っている。アルバムのライナーノーツには、ボノ、エッジ、そしてサイモン・カーモディに対する感謝の意が示されている。

## オン・ラグラン・ロード
『Patrick Kavanagh: Almost Everything...』(2022)収録。
- On Raglan Road (Studio Reading)

パトリック・カヴァナーというアイルランドの詩人が1964年にリリースしたアルバムに、詩を朗読するゲストを新たに加えて再リリース。ボノは「オン・ラグラン・ロード」という詩を朗読している。この曲は元々「Dark Haired Miriam Ran Away」というタイトルだったが、The Dulinersがタイトルを変え、曲を付けたことで有名になった。ヴァン・モリソン、シネイド・オコナー、エド・シーランもカバーしている。

## ゼアズ・ナッシング・トゥ・ビー・アフレイド・オブ
ギャヴィン・フライデー『There's Nothing to Be Afraid Of 』(2023)
ギャヴィン・フライデーが音楽とナレーションを担当し、ボノが原作のイラストをもとにアートワークを手がけた『ピーターと狼』のアニメに提供した曲。ボノ、ギャヴィン・フライデー、モーリス・シーザーが書き、ボノは歌詞の一部を担当した。